# Мигунов, Василий Фёдорович
Василий Фёдорович Мигунов (род. 13 сентября 1941, деревня Болбечино, Белорусская ССР, СССР) — советский и российский военачальник. Командующий РТВ ПВО (1992—1999). Генерал-полковник (1994). Консультант аппарата Комитета Совета Федерации Федерального Собрания Российской Федерации по вопросам безопасности и обороны (1999—2002), советник комитета по социальной политике Совета Федерации Федерального Собрания Российской Федерации (2002—2005).

## Биография
Родился 13 сентября 1941 года в деревне Болбечино, Белорусская ССР, СССР в небогатой семье. В 1958 году окончил 10 классов средней школы. С 1958 года по 1959 год работал рабочим на лесокомбинате квартирно-эксплуатационного управления Белорусского военного округа. В 1959 году поступил в военное Красноярское радиотехническое училище войск ПВО, которое окончил в 1962 году. После проходил военную службу на различных должностях в 17 радиотехническом полку в городе Семипалатинске до 1970 года. В 1970 году в Твери (г. Калинин) поступил в Военную командную академию ПВО, которую окончил в 1974 году. С 1974 года по 1982 год проходил военную службу в 8 РТБР. В 1982 году в должности командира 8 радиотехнической бригады был направлен для прохождения военной службы на должность командующего 45 РТБР ПВГСВТ сухопутных войск, где проходил службу до 1988 года. С указанной должности был направлен в Киевский военный округ на должность командира 82 РТБР ПВО.
В августе 1988 назначен начальником радиотехнических войск 12 отдельной армии ПВО в г. Ташкенте. В 1990 году назначен начальником штаба РТВ ПВО. В 1992 году назначен командующим РТВ ПВО, и в этой должности проходил военную службу до февраля 1999 года. Воинское звание генерал-полковник присвоено 23 декабря 1994 года. В связи с проведением организационно-штабных мероприятий по слиянию ВВС и ПВО по собственному желанию уволен из ВС РФ.
Далее, с 1999 года, проходил государственную службу в аппарате СФ ФС РФ, в 2005 году уволен с должности советника комитета по социальной политике Совета Федерации Федерального Собрания Российской Федерации в связи с достижением предельного возраста для замещения государственной должности государственной службы.

## Правительственные награды
- Орден "За службу Родине в ВС СССР" III степени

- Орден "За военные заслуги"

- Орден "Красной звезды"

- 14 медалей.

## Семья
- Супруга — Мигунова Валентина Семёновна (04.04.1942 — 17.05.2021)
- Сын — Мигунов Андрей Васильевич (18.11.1966)
- Дочь — Кузьминова Светлана Васильевна (17.04.1974)